# 根复合体

PCI Express拓扑示例，根复合体（红色）的位置

在PCI Express（PCIe）系统中，根复合体（root complex）设备将处理器和内存子系统连接到由一个或多个交换设备组成的PCI Express交换结构。
类似PCI系统中的主机桥（Host Bridge），根复合体代表处理器生成事务请求，通过本地总线相互连接。根复合体功能可以以分立设备实现，也可以在处理器中集成。一个根复合体可能包含多个PCI Express端口，且可将多个交换设备连接到根复合体的端口或级联的端口。